# William Karfiol
William Karfiol (* 10. Dezember 1875 als Süssin Wolf Hudes in Klikowa, heute Stadtteil von Tarnów, Österreich-Ungarn; † 29. April 1945 in Berlin) war ein heute komplett in Vergessenheit geratener, jedoch sehr produktiver, deutscher Filmproduzent, Filmregisseur und Drehbuchautor.

## Leben und Wirken
Karfiol stammte aus Galizien. Bereits in der Spielzeit 1894/95 ist er in London erstmals als Theaterschauspieler mit dem Deutschen Ensemble-Gastspiel an der Royal Opera Comique nachzuweisen. Seine letzte bedeutende Bühnenstation als Schauspieler im 19. Jahrhundert war in den Spielzeiten 1895 bis 1897 das Belle-Alliance-Theater in Berlin, ehe er als gastierender Künstler auf Theatertourneen ging. Zur Spielzeit 1899/1900 kehrte Karfiol nach Berlin zurück, um einer Verpflichtung an das Thalia-Theater, das ihn auch mit der Inspektion betraute, nachzukommen. Hier blieb er bis 1902 aktiv. Anschließend kehrte Karfiol als Direktionsstellvertreter ans Belle-Alliance-Theater zurück. In den Spielzeiten 1904 bis 1907 ist er als Bürochef und Oberinspektor von Berlins Theater des Westens nachzuweisen. Anschließend beendete William Karfiol seine nachweisliche Theatertätigkeit.
Kurz vor Ausbruch des Ersten Weltkriegs wechselte Karfiol zur Kinematografie und wirkte für die Eiko-Film, ging aber bereits 1914 zur National-Film und 1915 zur Messter-Film. 1916 gründete er, nach einem Zwischenspiel in Budapester Ateliers, seine eigene Produktionsfirma, die Karfiol-Film. Zusammen mit seinem Bruder Louis Karfiol (1884–1942) gründete er am 1. Mai 1918 die Karfiolfilm Gebrüder Karfiol OHG, mit der er bis 1924 als Regisseur und Produzent tätig war, bis er Konkurs anmelden musste. Seine Inszenierungen wiesen ihn als Spezialisten für Lustspiele, Schwänke und Komödien aus. 1922 gründeten die Brüder gemeinsam mit Otto Dorn die Werk- und Lehrfilm GmbH, die sich auf die Herstellung und den Vertrieb von Industriefilmen spezialisierte.
Ab Mitte der 1920er Jahre erhielt Karfiol kaum mehr Regieangebote. Daraufhin wendete er sich anderen Betätigungsfeldern zu. Von 1925 bis 1928 gehörte er dem Vorstand der Berliner Sport-Palast AG an und betreute 1925/26 als Choreograph das Eisballett Die Laune der Favoritin im Berliner Sportpalast. Gegen Ende der Stummfilmzeit führte ihn eine Filmregie nach Prag.
Mit Anbruch des Tonfilmzeitalters unternahm Karfiol wenig vielversprechende Versuche als Produzent von einigen wenigen Kurzfilmen. Von den Nationalsozialisten 1933 als sogenannter „Volljude“ eingestuft, war damit seine Karriere beendet. Dennoch blieb Karfiol in Berlin, wo er in den letzten Tagen des Zweiten Weltkriegs umkam.

## Filmografie (Auswahl)
Regie und Produktion, wenn nicht anders angegeben
- 1913: Niemals anzutreffen (Kurzfilm, nur Regie)
- 1914: Die badende Nymphe
- 1914: Durch Pulverdampf und Kugelregen (auch Drehbuch)
- 1914: Deutsche Frauen (nur Regie)
- 1914: Das Kriegssofa (auch Drehbuch)
- 1915: Schipp, Schipp Hurrah!
- 1915: Durchlaucht der Reisende
- 1915: Kapital und Liebe
- 1916: So’n Rackerchen (Regie und Drehbuch)
- 1916: A rejtély (nur Regie)
- 1916: Házasodik az anyósom (nur Regie)
- 1916: Die Liebesbrücke (auch Drehbuch)
- 1916: Ein tolles Mädel (auch Drehbuch)
- 1916: Benjamin, der Schüchterne (auch Drehbuch)
- 1917: Das Telephonkätzchen (auch Drehbuch)
- 1917: Die Eheschule (auch Drehbuch)
- 1917: Ein nasses Abenteuer (auch Drehbuch)
- 1917: Pension Trudchen (auch Drehbuch)
- 1918: So’n kleiner Schwerenöter (auch Drehbuch)
- 1918: Sein Badepuppchen (auch Drehbuch)
- 1918: Seidenpusselchen
- 1919: Die Seebadnixe (auch Drehbuch)
- 1919: Ein toller Schwiegersohn (nur Regie)
- 1919: Krümelchens Reiseabenteuer (nur Regie)
- 1919: Tot oder scheintot (nur Regie)
- 1920: Entgleist (nur Regie)
- 1920: Der Sturz in die Flammen
- 1920: Lo, die Kokette
- 1920: Achten Sie auf Meyer
- 1920: Der Heiratsaffe
- 1921: Mäuschen
- 1921: Die Talentprobe
- 1921: Eine vergnügte Hochzeitsreise
- 1921: Das Eheparadies
- 1921: Eine wilde Hummel
- 1922: Der Todesreigen (auch Co-Drehbuch)
- 1922: Die Braut auf 24 Stunden
- 1922: Ein weißer Othello
- 1922: Der eingeweichte Don Juan
- 1922: Paul fliegt
- 1922: Firnenrausch (nur Regie)
- 1923: Der Fechter von Ravenna (auch Co-Drehbuch)
- 1924: Die Bacchantin
- 1928: Zwei höllische Tage (Dva pekelne dny) (nur Regie und Drehbuch)
- 1931: Einer Frau muß man alles verzeih’n (nur Produktionsleitung und Co-Drehbuch)
- 1932: Untermieter gesucht (Co-Regie, Produktion, Drehbuch, Kurzfilm)
- 1933: Der keusche Anwalt (nur Produktion, nicht aufgeführter Kurzfilm, von der Zensur verboten)[7]
- 1933: Müller reist zum Wintersport (nur Produktion, Kurzfilm)